# 有路信
有路信（あるじまこと、）は、日本の官僚、造園家、都市計画家。日本公園緑地協会 常務理事。公益財団法人東京都公園協会理事。

## 来歴・人物
建設省都市局入省後、建設省都市局公園緑地課都市緑地対策室長、建設省都市局公園緑地課長、都市局大臣官房審議官等を歴任。
2015年第37回日本公園緑地協会北村賞受賞。
2017年春の叙勲瑞宝中綬章。
2018年度第35回日本造園学会上原敬二賞受賞。

## 過去の主な経歴
(一財)公園財団 副理事長、（一社）日本公園緑地協会会長、東京都都市緑化基金運用委員会 委員、東京都広告物審議会委員、World Urban Parksジャパン（旧IFPRAジャパン）会長。東京都都市緑化基金運用委員会 委員、公益社団法人 日本都市計画学会理事